# Calidad en el servicio
La calidad en el servicio es una de las organizaciones privadas, públicas y sociales que implementan para garantizar la plena satisfacción de sus clientes, tanto internos como externos, ésta satisfacción es importante para que los clientes continúen consumiendo el producto o servicio ofrecido y no solo eso, que recomienden a otros clientes. Muchas empresas no ponen interés a esta área y como consecuencia pierden gran cantidad de sus clientes por lo que deben de invertir en costosas campañas publicitarias. 
Esta metodología analiza las siguientes dimensiones:
- Accesibilidad
- Comunicación
- Competencia
- Cortesía
- Credibilidad
- Confiabilidad
- Velocidad de Respuesta
- Seguridad
- Tangibles
- Entender / conocer al cliente

Es importante mencionar que el servicio es multidimensional (el cliente observa múltiples dimensiones del servicio calidad, ambiente, y tiempo respuesta).
Descripción de las dimensiones utilizadas por los  clientes a la hora de contratar un servicio:
- Tangibles: se refieren a las  instalaciones de la empresa si están limpias, en buen estado, etc.
- Confiabilidad: trabajo bien hecho por parte de la empresa.
- Velocidad de respuesta: el trabajo está listo en el tiempo que dijo la empresa que estaría.
- Aseguramiento: el personal de la empresa da la impresión de que puede hacer bien su trabajo.
- Empatía: el personal entiende que quiere el cliente y le proporciona lo que necesita

### Atención profesional
La atención profesional es un requerimiento  en cualquier  empresa u organización, ya que esto garantiza la permanencia de productos y servicios que dan satisfacción y resuelven necesidades de las comunidades, esta debe brindarse como una conexión transparente, en clara comunicación, honesta, creativa, sociable, heterogénea, de manera que otorgue al cliente o usuario confianza, lealtad, y participación.
Debemos estar dispuestos a brindar atención especial, basada en las preferencias de cada cliente, en este punto, debe existir una interrelación entre el cliente y el producto o servicio, y nosotros como intermediarios podemos hacer que el cliente se vaya satisfecho o bien se vayan y no vuelven nunca haciendo malas recomendaciones de nosotros, nuestra empresa y nuestros productos.
El cliente o usuario si es bien atendido  es quien puede agregar a nuestra empresa u organización valor permanente y garantizar a través de su asistencia el éxito y la calidad de nuestra organización, el cliente difunde, transmite satisfacción, y atrae a nuevos prospectos, esto es garantía de éxito y de mejora continua.
Las características de un buen prestador de servicios:
- Amabilidad
- Es creativo y efectivo
- Buen investigador para conocer lo que el cliente necesita.
- Escucha
- Conoce al cliente
- Buen comunicador
- Sociable
- Íntegro
- Honesto